# Districts du canton de Fribourg

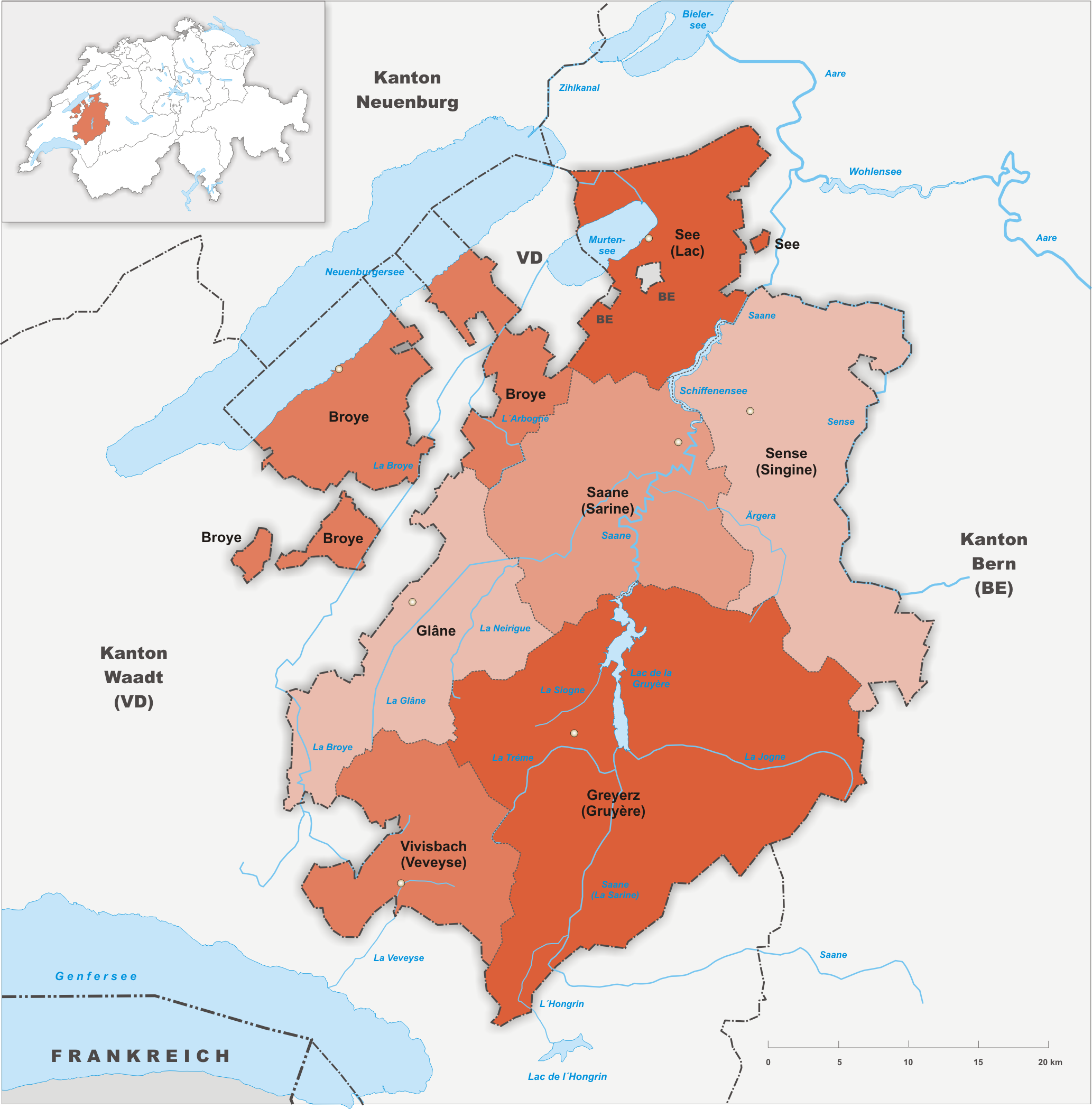
Carte du canton de Fribourg présentant sa division en districts.

Un district du canton de Fribourg est une division géographique du canton de Fribourg. Chaque district, appelé Bezirk en allemand, est composé d'un nombre variable de communes.

## Liste
En décembre 2012, le canton de Fribourg compte 7 districts dont quatre ont le français pour langue officielle et un l'allemand (district de la Singine). Le district du Lac et le district de la Gruyère sont bilingues (la commune de Jaun, Bellegarde en français, est la seule commune de langue alémanique du district de la Gruyère).
| Blason                           | Nom     | Chef-lieu          | N° OFS | Communes | Population (décembre 2022) | Superficie (km2) | Densité (hab./km2) |
| -------------------------------- | ------- | ------------------ | ------ | -------- | -------------------------- | ---------------- | ------------------ |
| Blason du district de la Broye   | Broye   | Estavayer          | B1001  | +19,     | +035 161,                  | +0173,7          | 202                |
| Blason du district de la Glâne   | Glâne   | Romont             | B1002  | +19,     | +025 987,                  | +0168,73         | 154                |
| Blason du district de la Gruyère | Gruyère | Bulle              | B1003  | +25,     | +059 754,                  | +0489,37         | 122                |
| Blason du district de la Sarine  | Sarine  | Fribourg           | B1004  | +30,     | +108 595,                  | +0217,65         | 499                |
| Blason du district du Lac        | Lac     | Morat              | B1005  | +17,     | +038 606,                  | +0144,91         | 266                |
| Blason du district de la Singine | Singine | Tavel              | B1006  | +17,     | +045 643,                  | +0265,22         | 172                |
| Blason du district de la Veveyse | Veveyse | Châtel-Saint-Denis | B1007  | +09,     | +020 719,                  | +0134,23         | 154                |
|                                  | Total   | Total              | Total  | +136,    | +334 465,                  | +1 670,7         | 200                |

Le district du Lac comprend, en plus des 17 communes, la forêt domaniale du Galm qui a en effet la particularité de n'être rattachée à aucune commune et de dépendre directement du canton.
Le canton s'étend également sur une partie des lacs de la Gruyère (9,14 km2), Morat (14,32 km2) et Neuchâtel (53,43 km2) qui n'appartiennent à aucun district (ou aucune commune) ; le total de superficie mentionné dans le tableau la prend en compte.